# Ronde van Vlaanderen 2010
94. edycja kolarskiego wyścigu Dookoła Flandrii odbyła się 4 kwietnia 2010 roku. Wyścig wygrał Szwajcar Fabian Cancellara z grupy Team Saxo Bank.
Szwajcar zaatakował razem z Belgiem Tomem Boonenem na około 90 kilometrów przed metą, a na jednym z podjazdów 17 km przed metą oderwał się od Belga i metę minął samotnie z ponad minutową przewagą nad Boonenem i ponad dwuminutową nad innym Belgiem Philippe'em Gilbertem. W wyścigu wzięło udział 198 kolarzy, ukończyło 95. Jedyny startujący Polak Marcin Sapa z Lampre, nie ukończył.

## Trasa
Trasa liczyła 261,9 km. Start wyścigu miał miejsce w Brugii, meta znajdowała się w Ninove.

## Wyniki
| M-ce | Imię i nazwisko   | Kraj              | Drużyna               | Czas         |
| ---- | ----------------- | ----------------- | --------------------- | ------------ |
| 1.   | Fabian Cancellara | Szwajcaria        | Team Saxo Bank        | 6h 52min 32s |
| 2.   | Tom Boonen        | Belgia            | Quick Step            | + 1.14       |
| 3.   | Philippe Gilbert  | Belgia            | Omega Pharma-Lotto    | + 2.10       |
| 4.   | Björn Leukemans   | Belgia            | Vacansoleil           | + 2.14       |
| 5.   | Tyler Farrar      | Stany Zjednoczone | Garmin-Transitions    | + 3.00       |
| 6.   | George Hincapie   | Stany Zjednoczone | BMC Racing Team       | + 3.00       |
| 7.   | Roger Hammond     | Wielka Brytania   | Cervélo TestTeam      | + 3.00       |
| 8.   | Maksim Iglinski   | Kazachstan        | Team Astana           | + 3.00       |
| 9.   | Danilo Hondo      | Niemcy            | Lampre-Farnese Vini   | + 3.00       |
| 10.  | William Bonnet    | Francja           | Bbox Bouygues Telecom | + 3.00       |